# 皮薩尼察島
62°26′48″S 60°03′14.5″W / 62.44667°S 60.054028°W
皮薩尼察島（Pisanitsa Island），是南極洲的島嶼，位於南設得蘭群島的格林尼治島西北端，處於杜夫角西北面1.26公里、凱夫島東北面0.12公里和皮拉米德島東南面3.6公里，屬於米德群島的一部分，長0.27公里、寬0.06公里，以保加利亞南部城鎮命名，現時由南極條約體系管理。